# Pterolophia rigida
Pterolophia rigida är en skalbaggsart som först beskrevs av Bates 1873.  Pterolophia rigida ingår i släktet Pterolophia och familjen långhorningar. Inga underarter finns listade i Catalogue of Life.